# Warner Robins
Warner Robins ist eine City im US-Bundesstaat Georgia, die in den Counties Houston und Peach im zentralen Teil des Staates liegt. Sie ist derzeit die zehntgrößte Stadt in Georgia, mit einer Einwohnerzahl von 80.308 im Jahr 2020. Östlich der Stadt befindet sich die Robins Air Force Base der US Air Force, welche maßgeblich für das schnelle Wachstum der Stadt nach dem Zweiten Weltkrieg verantwortlich ist. Warner Robins ist auch das Zentrum der Metropolregion Warner Robins.

## Geschichte
Warner Robins wurde 1942 gegründet, als die kleine Bauerngemeinde Wellston nach General Augustine Warner Robins (1882–1940) vom United States Army Air Corps, aus dem später die United States Air Force hervorging, umbenannt wurde. Sie wurde 1943 als Kleinstadt (Town) gegründet und 1956 zur Stadt (City) erhoben.
Die Volkszählung von 1940 zeigt, dass die Gemeinde Wellston nur dünn besiedelt war und hauptsächlich von Farmern und ihren Familien bewohnt wurde. Sein wichtigstes Wahrzeichen war eine Haltestelle an der Eisenbahnlinie. In Wellston gab es auch ein kleines Sägewerk und einen Lebensmittelladen. Pfirsichplantagen bedeckten Teile des umliegenden Landes.
Dies änderte sich während des Zweiten Weltkriegs. Das Kriegsministerium schmiedete Pläne, ein Luftdepot im Südosten zu errichten. Mit der Unterstützung des einflussreichen US-Repräsentanten Carl Vinson arbeitete der Gemeindevorsteher von Wellston, Charles Bostic "Boss" Watson, mit Beamten in Macon zusammen, um ein Angebot für den Standort dieses Luftdepots in Houston County zu machen. Im Juni 1941 nahm die US-Regierung dieses Angebot an, das 3108 Acres (12,58 km²) Land umfasste.
Dieser Luftwaffenstützpunkt hieß zunächst Wellston Army Air Depot, als er 1942 eröffnet wurde. Der erste Kommandant war Colonel Charles E. Thomas. Er wollte dieses Depot zu Ehren seines Mentors Augustine Warner Robins benennen, der mit seinem zweiten Vornamen Warner gerufen wurde. Die Vorschriften hinderten ihn daran, denn die Basis musste nach der nächstgelegenen Stadt benannt werden. Davon nicht abgeschreckt, überredete Colonel Thomas Boss Watson und die anderen Gemeindevorsteher, die Stadt umzubenennen. So erhielt die Stadt am 1. September 1942 den neuen Namen Warner Robins. Kurz darauf, am 14. Oktober 1942, wurde die Basis in Warner Robins Army Air Depot umbenannt. Die Stadt hat damit einen einzigartigen Namen, den sie mit keiner anderen Stadt in den Vereinigten Staaten teilt.
Die Robins Air Force Base liegt nicht innerhalb der Stadtgrenzen, sondern auf der anderen Seite des U.S. Highway 129 (Georgia State Highway 247), der als Grenze zwischen der Basis und der Stadt dient.

## Demografie
Nach der Volkszählung von 2010 leben in Warner Robins 66.588 Menschen in 19.550 Haushalten. Die Bevölkerungsdichte liegt bei 828 Personen/km². Auf die Fläche der Stadt verteilt befinden sich 29.084 Wohneinheiten, das entspricht einer mittleren Dichte von 368 Einheiten pro km². Die Bevölkerung teilt sich auf in 50,0 % Weiße, 36,6 % Afroamerikaner, 0,3 % indianischer Abstammung, 2,6 % Asiaten, 0,1 % Ozeanier und 2,6 % mit zwei oder mehr Ethnizitäten. Hispanics oder Latinos aller Ethnien machten 15,6 % der Bevölkerung von Warner Robins aus. In Vergleich zum Durchschnitt von Georgia weist Warner Robins ein niedrigeres Haushaltseinkommen und niedrigere Lebenserhaltungskosten auf.
| Jahr | Einwohner¹ |
| ---- | ---------- |
| 1950 | 7.986      |
| 1960 | 18.633     |
| 1970 | 33.491     |
| 1980 | 39.893     |
| 1990 | 43.726     |
| 2000 | 48.804     |
| 2010 | 66.588     |
| 2020 | 80.308     |

¹ 1950 – 2020: Volkszählungsergebnisse

## Wirtschaft
Die Robins Air Force Base ist einer der größten Arbeitgeber im US-Bundesstaat Georgia und trägt mit über 25.000 Arbeitsplätzen beim Militär, im öffentlichen Dienst und bei Auftragnehmern direkt zur lokalen Wirtschaft bei. Sie bildet auch die Basis der lokalen Wirtschaft von Warner Robins.
Am 7. Juli 2018 wurde Rigby's Water World, ein großer Wasserpark mit vielfältigen Unterhaltungsmöglichkeiten eröffnet. Der Wasserpark befindet sich auf dem Gelände des Rigby's Entertainment Complex, am südlichen Rand der Stadt.

## Sehenswürdigkeiten
Warner Robins ist die Heimat des Museum of Aviation, das die Geschichte der militärischen Luftfahrt ehrt. Das Museum befindet sich neben dem Luftwaffenstützpunkt und enthält Ausstellungsstücke zu militärischen Erinnerungsstücken, Flugzeugen und Bodenfahrzeugen, den Tuskegee Airmen und der Operation Desert Storm. Es ist das zweitgrößte Museum, das von der United States Air Force gesponsert wird, und das viertmeistbesuchte Museum des Verteidigungsministeriums.

## Bildung
Neben mehrerer High Schools befinden sich in Warner Robins Ableger und Campusse kleinerer Universitäten wie dem Central Georgia Technical College oder der Mercer University.

## Söhne und Töchter der Stadt
- Robert M. Waymouth (* 1960), Chemiker
- Ken Shamrock (* 1964), Wrestler
- Marquez Callaway (* 1998), American-Football-Spieler